# استیون کی
استیون کی (انگلیسی: Stephen Kay) یک کارگردان، فیلمنامه‌نویس و بازیگر آمریکایی اهل نیوزیلند است. وی از سال ۱۹۸۶ میلادی تاکنون مشغول فعالیت بوده‌است.
در سال ۲۰۱۳، استیون کی با پایپر پرابو، ستاره سریال امور پنهانی، که استیون کی کارگردانی و تهیه‌کننده آن بود، نامزد کرد. آنها در ۲۶ ژوئیه ۲۰۱۴ در شهر نیویورک ازدواج کردند.
او فیلم‌های سینمایی آخرین باری که خودکشی کردم (۱۹۹۷)، کارتر را بگیرید (۲۰۰۰) و لولوخورخوره (۲۰۰۵) را کارگردانی کرده‌است.